# Birkelse Idrætsforening
Birkelse Idrætsforening (BIF) er en fodboldklub i Birkelse nær Aabybro, som blev stiftet i 1934. Klubben har knap 200 medlemmer, men har trods sin beskedne størrelse har klubbens 1. hold altid ligget højt rangeret i serierækkerne. I 2013 rykkede Birkelse IF for første gang i klubbens historie op i Jyllandsserien.